# Villa Zito
La Villa Zito es una antigua villa noble ubicada en Palermo. Fue sede del Museo de arte y arqueología y en la actualidad alberga la pinacoteca de la Fundación Sicilia.
El aspecto actual de la villa es el resultado de las renovaciones y ampliaciones realizadas a finales del siglo XIX e inicios del XX.

## Historia
La villa fue construida cerca de la primera mitad del siglo XVIII por Francesco Scicli y pronto fue vendida al príncipe Antonio La Grua di Carini. En 1909 fue adquirida por Francesco Zito y en 1926 por el Banco de Sicilia.

### El museo
En 1923 el director general del Banco de Sicilia, Ignazio Mormino, había acumulado una extensa colección de arte, que luego fue confiada a la Fundación Mormino del Banco de Sicilia. A partir de 1958 el Banco di Sicilia mostró interés en la arqueología siciliana y reestructuró el edificio para exhibir materiales depositados por el entonces competente Ministerio de Educación y casi en su totalidad de las necrópolis sicilianas. Algunas piezas fueron restauradas por expensas del Banco y la exposición se abrió al público en 1980. Posteriormente, la colección se amplió gracias a diversas compras realizadas por el Banco, que las colocó en Villa Zito en 1983. 
Tras la restauración del Palacio Branciforte de Scordia, las colecciones arqueológicas, numismáticas y filatélicas se trasladaron a este lugar en 2015.

### La pinacoteca
La Fundación Sicilia en diciembre de 2005 compró la villa y posteriormente confió la restauración y reordenación del edificio al arquitecto Corrado Anselmi, asignándola en 2015 para albergar la colección pictórica. Un itinerario expositivo, de unos mil metros cuadrados, con más de trescientas obras expuestas, que van desde los grandes maestros del siglo XVII hasta los paisajistas sicilianos del siglo XIX.
La pinacoteca consta de más de mil obras y se compone esencialmente del patrimonio pictórico que el Banco de Sicilia compró en el mercado de antigüedades en el siglo pasado, cuando, con la ilustrada presidencia de Ignazio Mormino primero y luego de Carlo Bazan, siguió una política de apoyo a la cultura y la adquisición de obras de arte vinculadas al territorio siciliano; algunas pinturas proceden de las colecciones de la antigua Caja de Ahorros Vittorio Emanuele para las provincias de Sicilia; otros, finalmente, de donaciones privadas.